# 絹川愛
絹川 愛（きぬかわ めぐみ、1989年8月7日 - ）は、日本の女子陸上競技選手、コスプレイヤー。専門は長距離走。2006年・世界クロスカントリー選手権代表、10000mジュニア日本記録ならびに日本高校最高記録保持者。2007年・世界陸上大阪大会及び2011年・世界陸上大邱大会長距離走代表。
コスプレイヤーとしての名義は蓮弥（れんや）である。

## 経歴
群馬県高崎市出身。2004年、高崎市立中尾中学校3年生のとき、全日本中学選手権で1500mに出場。序盤からハイペースで飛ばし独走するが、ラスト3mでガッツポーズをしているところを抜かれ、準優勝に終わる。
翌2005年中学卒業後故郷を離れ、全国高校駅伝の新興校である宮城県の仙台育英高校に入学、渡辺高夫監督の指導を受ける。1年生ながらインターハイ1500mで3位に入った。選手層の厚い仙台育英高校でレギュラーに抜擢され、1年生で全国高校駅伝に出場。2区で12人抜きを演じ、話題を呼んだ。
進級前には福岡国際クロスカントリー大会でジュニア女子6kmに出場し、筑紫女学園高校の野原優子に競り勝ち20分41秒で優勝。この大会は世界クロスカントリー選手権の代表選考会を兼ねており、高校1年ながら同選手権の女子ジュニア6kmの代表に決定した。2年次修了前の翌年大会では距離は同じ乍らカテゴリが「一般」に変わり、シニアのレース初出場で優勝した。タイムは19分56秒。
3年次進級後の同じ2007年、日本グランプリシリーズ第2戦となる第55回兵庫リレーカーニバルのグランプリ10000mに出場。実業団選手が圧倒的多数を占める中、同じく若手の脇田茜らとデッドヒートを繰り広げ、31分35秒27の好タイムで2位（日本人トップ）に入り、世界選手権参加標準記録A（A標準＝31分40秒00）を突破し、同種目の高校記録およびワコール所属の福士加代子の持っていたジュニア日本記録を更新。同年6月の日本陸上競技選手権大会10000mで3位に入賞し、世界陸上大阪大会の10000m代表に決定。同年8月開催の世界陸上本番レースでは、32分45秒19の14位だった（日本女子トップは福士加代子の10位、脇田茜は15位）。
仙台育英高校卒業後は大学には進学せず、2008年4月スポーツ用品メーカーのミズノに就職、同年8月開催の北京オリンピック代表も視野に入れていた。しかし、足の疲労骨折を始めとする体調不良に見舞われ、体調の回復に手間取ったため、北京五輪代表選考会となる2008年6月下旬開催の日本陸上競技選手権大会の欠場を表明。これにより、五輪出場を事実上断念することとなった。就職以降体調不良でランニングの練習ができない中、体力作りの基礎トレーニングを主に行っていた。北京五輪の出場を断念したことで目標を失っていたが、その北京五輪女子10000mレースをテレビで観戦し、再度陸上競技への意欲を取り戻す。
体調が回復して本格的なトレーニングを再開し、9月に埼玉県で行われた3000mでレースに復帰。10月に新潟で福士加代子と10000mのマッチレースを行い、翌2009年の世界陸上ベルリン大会出場基準をクリアするタイムで福士より先にゴールした。2009年6月、ホクレンディスタンスチャレンジ札幌大会で女子3000mに出場。旭化成の宗由香利と競り合い、2位でゴールした。タイムは9分22秒68。6月25日の日本陸上競技選手権10000mに出場したが、足の痛みを訴えて途中で走るのを止め、途中棄権となった。
復調のきっかけとなったのは東日本大震災だった。高校時代を過ごした仙台も大きく被災したことから、自分が奮闘することで被災地の励みになればと考えたのか見違えるような復活を遂げる。2011年6月12日、日本陸上選手権最終日の女子5000mに出場。15分09秒96（日本歴代6位）の自己ベストで優勝すると同時に世界陸上大邱大会の出場標準記録A（15分14秒00）を突破し、2大会ぶりの世界選手権出場を内定させた。6月22日にはホクレンディスタンスチャレンジ網走大会の女子10000mに出場。31分10秒02（日本歴代4位）の自己ベストで世界陸上競技選手権大会の参加標準記録A（31分45秒00）を突破した。そして同じ北海道で7月3日に行われた札幌国際ハーフマラソンは自身初の本格的マラソン競技であったが、後半驚異の粘りと追い上げを見せ、女子の部で日本人トップとなる第3位の成績となった。
2大会ぶりの世界陸上代表となった、2011年8月27日開催の世界陸上大邱大会10000m決勝では、途中脱水症状による体調不良のアクシデントにより、トップとは2周も周回遅れとなってしまう。完走は果たしたが、タイムは34分08秒37と17選手中17位の最下位と惨敗。ゴール直後に倒れ込んだ絹川は、担架で医務室へ運ばれていた（日本女子トップは吉本ひかりの14位、杉原加代は15位、3選手共周回遅れに）。その後体調が回復し、8月30日の5000m予選にも出場したが、15分38秒23の2組8着で決勝進出までわずかに0.5秒足りず、予選敗退に終わった（他日本女子は新谷仁美が予選通過し決勝で13位、杉原加代は予選敗退）。
2012年8月開催のロンドンオリンピックを目指し、6月8日の日本選手権女子10000mに出場。後半優勝の吉川美香・2位の福士加代子についていけず、32分20秒34の3位でゴールしたものの、五輪初代表選出はならなかった。
2015年3月、末續慎吾と共にミズノを退社。その際に絹川は現役続行を表明したものの、主要レースへは参加しておらず、体験型イベントの司会の活動を行うと同時に、コスプレイヤーとしての活動を開始した。
2024年5月7日、スポーツ報知でのインタビューで絹川愛と蓮弥が同一人物であることを公表した。

## 人物
- 趣味はヒップホップ
- 尊敬する選手は福士加代子。
- 2011年8月の世界陸上大邱大会では10000mで最下位に終わった後、就寝中に悪夢に苛まれて何度も目が覚めたという。3日後の5000m予選への出場は、前日の朝まで相当に悩み抜いた末の決断であった。5000mはあと一歩で決勝進出を逃し、レース直後のインタビューでは悔し涙を流しながらも「世界の借りは世界でしか返せない」と、ロンドンオリンピックを目指すことを宣言。その場でマラソンに初挑戦する事も示唆した[10]が、現時点で絹川のフルマラソン出走は一度も無い。
- 長距離でも徐々にスピードが重要な要素になっている影響もあって、2011年からは黒の自社製でセパレートタイプのレーシングウェア（タンクトップとビキニのレーシングショーツ）を着用して競技に臨んでいる。社員であるため、これらのウェアを着用した際の肉体・ウェアのデータについては会社に提供され、商品開発にフィードバックされている。[11]